# Mario Little
Mario Deantwan Little (Chicago, 29 dicembre 1987) è un cestista statunitense, professionista nella NBDL, in Europa e in Asia.

## Carriera
Ha giocato per una stagione in Ucraina e successivamente per due anni consecutivi nella NBDL con i Tulsa 66ers.